# Don't Leave Me Alone
"Don't Leave Me Alone" är en låt framförd av den amerikanska sångerskan Ashanti, med text av henne själv och musik av 7 Aurelius och Irv Gotti till Ashantis tredje studioalbum Concrete Rose.
"Don't Leave Me Alone" är en midtempo-låt som innehåller stråkinstrument och syntar. Bakgrundssången sjungs av Aurelius. Framföraren sjunger att hon inte tycker om att bli lämnad ensam av sin partner. Låttexten insinuerar indirekt på sex. Spåret var ursprungligen tänkt att ges ut som den andra singeln från Concrete Rose men ersattes senare av "Don't Let Them". "Don't Leave Me Alone" gavs ut som en amerikansk marknadsföringssingel den 19 mars 2005. Billboard kommenterade att "den soulberikade låten har en chans att bli lika stor som 'Only U' speciellt om lyssnarna vill ha mer av artistens verbala förspel." Låten skickades till radio men tog sig aldrig in på några singellistor.
En musikvideo till singeln regisserades aldrig.

## Format och innehållsförteckningar
- Amerikansk promosingel

1. "Don't Leave Me Alone" (Radio)
2. "Don't Leave Me Alone" (Instrumental)
3. "Don't Leave Me Alone" (Call Out)